# Петрова, Неля Львовна
Неля Львовна Петрова (род. 1949) — советский и российский художник и скульптор. Член Союза художников СССР (с 1981 года). Почётный член РАХ (2014). Заслуженный художник Российской Федерации (2010). Главный художник Императорского фарфорового завода (1998—2009)

## Биография
Родилась 11 марта 1949 года в Риге.
С 1970 по 1975 год обучалась в Ленинградском высшем художественно-промышленном училище имени В. И. Мухиной. После окончания института проходила стажировку в Германии в Мейсенской мануфактуре, где изучала производство мейсенского фарфора. С 1975 года работает в Императорском фарфоровом заводе — скульптор и художник по росписи фарфора, с 1998 по 2009 год — главный художник этого завода
Н. Л. Петрова являлась участником всероссийских и международных художественных выставок, её персональная выставка «Четыре взгляда на фарфор» и её произведения на многочисленной посуде, в том числе «Праздник» (2011), «На ярмарку» (2011), «Дочки-матери. Валентина Александровна» (2014), «Дочки-матери. Мария Николаевна» (2014), «Физика и лирика», «Гравитация» и шуточной серии «Заяц по кличке Ампир» (2015), «На сопках Карелии», «В пойме цветущего лотоса» и «Тропинка к деду» (2016), вазы «Леопарды» (2014), «Полуденный отдых львов»,  «Дворянское гнездо. Глухари» (2016), «Дворянское гнездо. Кроншнепы» (2017)   выставлялись в Эрмитаже, по словам его руководителя М. Б. Пиотровского: 

Сегодня мы представляем на обозрение персональную ретроспективу последних работ главного художника завода, обаятельного мастера ‒ Нелли Петровой. Творчество художника-фарфориста по определению очень разнообразно: большие и малые формы, традиция и современность, изобразительность и орнаментальность, движение и покой. Все это присутствует и вместе и по отдельности, в ярких и в нежных красках. Вазы, тарелки, чашки, сервизы, пластины. Цветы, кони, медведи, обнаженные и не обнаженные красавицы, "русская" роскошь и "датское" спокойствие. Все это ‒ Нелли Петрова, и все это ‒ традиция петербургского фарфора. Она умеет прекрасно и естественным образом совмещать верность традиции с подчеркнуто личным разнообразием. И этим она абсолютно соответствует Эрмитажу, его стилю и духу
. Художественные произведения Н. Л. Петровой хранятся в коллекциях Государственного исторического музея, Государственного Русского музея, Государственного Эрмитажа,  Всероссийского музея декоративно-прикладного и народного искусства, Государственного историко-архитектурного, художественного и ландшафтного музея-заповедника «Царицыно», Музея керамики и стекла усадьбы Кусково.
В 1981 году Н. Л. Петрова была принята в члены Союза художников СССР. В 2014 году присвоено почётное звание — Почётный член РАХ.
16 февраля 2010 году Указом Президента России «За заслуги в области изобразительного искусства» Н. Л. Петрова была удостоена почётного звания Заслуженный художник Российской Федерации.

## Награды
- Орден Дружбы (2018 — «За большой вклад в развитие отечественной культуры и искусства, средств массовой информации, многолетнюю плодотворную деятельность»)[4]
- Заслуженный художник Российской Федерации (2010)[3]
- Почётная грамота Президента Российской Федерации (2025)[5]
- Серебряная медаль РАХ (2002)[1]